# Вулиця Руська (Рівне)
Вулиця Руська — одна з вулиць міста Рівне. Названа походить від етноніму русини та держави Київська Русь.
Вулиця Руська на ділі є продовженням вулиці Ясної після перехрестя з вулицею Поповича. Вона пролягає в південному напрямку до вулиці Олени Пчілки, за якою переходить у вулицю Мукачівську.
На початку вулиці Руської розташовано чимало різноманітних магазинів, проте далі на вулиці містяться приватні житлові будинки, а також 2 багатоповерхівки під номером 25 та 27. 